# Troncal 2 (Metrovía)
La Troncal 2 de la Metrovía (25 de Julio - Río Daule) Es una línea de transporte público de la ciudad de Guayaquil, Ecuador compuesta de 30 paraderos, cubre una distancia de 26 km (entre ida y vuelta) y tiene capacidad para transportar hasta 15 mil pasajeros por hora. Se integra con las troncales 1 (Metroquil) y 3 (Metrobastión) a través de rutas alimentadoras que brindan el servicio en sectores como Guasmo, Esteros, Fertisa, Trinitaria y Puerto Marítimo.

## Historia
Inició sus operaciones en febrero del 2013 integrándose al Sistema Metrovía en el terminal Río Daule en las Paradas Maternidad Sotomayor y Plaza Victoria, las cuales corresponden a las Troncales: 25 de Julio – Río Daule y Bastión Popular - Centro, respectivamente; su contrato de concesión para operar la troncal es por 20 años. 
El tramo inicial fue inaugurado oficialmente el 16 de febrero de 2013, con la puesta en marcha del tramo entre el Terminal 25 de Julio y la parada Colegio San Agustín. En esta primera fase, el sistema contó con un servicio alimentador que partía desde el Colegio San Agustín hasta el Terminal Río Daule, realizando paradas intermedias y funcionando como un vínculo entre ambas zonas mientras la troncal no estaba completamente conectada.
Posteriormente, el **12 de mayo de 2013** se inauguró la ampliación que extendió la troncal desde el Coliseo Cerrado hasta el Terminal Río Daule, cerrando así el circuito completo de la línea. Este avance permitió una mejor integración urbana y un acceso directo desde el norte hasta el sur de Guayaquil.
Desde el inicio, el sistema contó con un servicio Expreso que cubría el recorrido entre el Terminal 25 de Julio y la Plaza del Centenario, con paradas estratégicas en puntos de alta demanda como Mall del Sur, Estadio Capwell, Parroquia Bolívar, Maternidad Enrique Sotomayor, Iglesia de la Victoria y Plaza del Centenario. Este servicio tenía como objetivo reducir los tiempos de viaje para los pasajeros que se desplazaban entre las zonas más concurridas. Con la ampliación de mayo de 2013, el servicio Expreso se extendió hasta el Terminal Río Daule, realizando una única parada intermedia en el Colegio Aguirre Abad, facilitando así el flujo de usuarios en la parte norte de la ciudad.
Durante 2014 y 2015, el servicio Expreso fue suspendido temporalmente debido a una evaluación operativa y ajustes en la demanda de usuarios, buscando optimizar la frecuencia y cobertura del sistema troncal.
En 2017, con la ampliación de la troncal hacia el sector de la Playita, el servicio Expreso fue reactivado bajo el nombre de "Expreso Playita". Este renovado servicio retomó las paradas clave que tenía anteriormente, pero con la diferencia que la terminal sur pasó a ser la Playita, sustituyendo al Terminal 25 de Julio. Esta ampliación permitió atender la creciente demanda del sur de la ciudad y mejorar la movilidad de miles de usuarios en los barrios periféricos.
En el período comprendido entre 2017 y 2019, la troncal 2 incorporó varias paradas nuevas en el sur de Guayaquil, ampliando su cobertura en sectores como Guasmo y otros barrios adyacentes. Esta expansión reflejó la intención de la administración municipal de mejorar la accesibilidad del transporte público a zonas con crecimiento poblacional acelerado.
Finalmente, en 2021 el servicio Expreso fue nuevamente ajustado, recortando su recorrido para que opere únicamente entre el Terminal Río Daule y el Colegio Aguirre Abad, estableciendo esta última como su terminal norte, mientras mantiene la Playita como terminal sur. Esta modificación respondió a un análisis del flujo de pasajeros y a la necesidad de optimizar recursos y tiempos de operación.
Este proceso de crecimiento, ajustes y ampliación ha consolidado a la Troncal 2 como una columna vertebral del sistema Metrovía, con una longitud aproximada de 26 kilómetros y una capacidad estimada para transportar hasta 15 mil pasajeros por hora, facilitando la movilidad en una de las ciudades más pobladas del Ecuador.

## Sistema

### Estaciones
Tiene como centro de operaciones los Terminales: 25 de Julio al sur de la urbe, y Río Daule al norte de la urbe. Cuenta con una flota de 90 buses alimentadores y 90 buses articulados.
Su objeto es la de facilitar la flota de vehículos y conductores para brindar el servicio de transporte. Inicia su recorrido desde los terminales 25 de Julio en sentido sur-centro-norte y Río Daule sentido norte-centro-sur de la ciudad, siendo su tiempo de transportación de terminal a terminal aproximadamente de 45 minutos en servicio normal y de 30 minutos en servicio Expreso. Gestionan 18 rutas de alimentación: 13 llegan al Terminal 25 de Julio, 1 al terminal Río Daule,  3 que abastecen a las paradas y 1 hace integración física con la Troncal Bastión Popular - Centro.

### Troncal 25 de Julio - Río Daule y Expreso Playita
| Troncal 25 de Julio - Rio Daule |             |                            |           |
| Estación                        | Tipo        | Estado                     | Servicios |
| Terminal 25 de Julio            | integradora | Acceso para discapacitados | 2013      |
| Ciudadela Sopeña                | Parada      | Acceso para discapacitados | 2013      |
| Hospital del IESS               | Parada      | Acceso para discapacitados | 2013      |
| Mall del Sur                    | Parada      | Acceso para discapacitados | 2013      |
| Viejo Cangrejal                 | Parada      | S                          | 2013      |
| Sagrada Familia Este            | Parada      | N                          | 2013      |
| Sagrada Familia Oeste           | Parada      | S                          | 2013      |
| Barrio del Seguro               | Parada      | N                          | 2013      |
| Plaza de Artes Oeste            | Parada      | S                          | 2013      |
| Plaza de Artes Este             | Parada      | N                          | 2013      |
| Bloques del IESS Oeste          | Parada      | S                          | 2013      |
| Bloques del IESS Este           | Parada      | N                          | 2013      |
| Estadio Capwell Oeste           | Integradora | S                          | 2013      |
| Estadio Capwell Este            | Integradora | N                          | 2013      |
| Hospital del Niño               | Integradora | Acceso para discapacitados | 2013      |
| Parroquia Bolívar               | Integradora | Acceso para discapacitados | 2013      |
| Mercado de las 4 Manzanas       | Parada      | Acceso para discapacitados | 2013      |
| Maternidad Enrrique Sotomayor   | Parada      | Acceso para discapacitados | 2013      |
| Iglesia de la Victoria          | Parada      | Acceso para discapacitados | 2013      |
| Plaza del Centenario            | Integradora | Acceso para discapacitados | 2013      |
| Colegio San Agustín             | Parada      | Acceso para discapacitados | 2013      |
| Coliseo Cerrado V.P.            | Parada      | Acceso para discapacitados | 2013      |
| Colegio Aguirre Abad            | Parada      | Acceso para discapacitados | 2013      |
| Aviación Civil Oeste            | Parada      | S                          | 2013      |
| Aviación Civil Este             | Parada      | N                          | 2013      |
| Aviación Naval Oeste            | Parada      | S                          | 2013      |
| Aviación Naval Este             | Parada      | N                          | 2013      |
| Centro de Convenciones Oeste    | Parada      | S                          | 2013      |
| Centro de Convenciones Este     | Parada      | N                          | 2013      |
| Ciudadela Simón Bolívar         | Parada      | Acceso para discapacitados | 2013      |
| Aeropuerto                      | Parada      | Acceso para discapacitados | 2013      |
| Terminal Río Daule              | integradora | Acceso para discapacitados | 2006      |
| Expreso Playita                 |             |                            |           |
| Estación                        | Tipo        | Estado                     | Servicios |
| Playita                         | Parada      | Acceso para discapacitados | 2017      |
| Placita                         | Parada      | Acceso para discapacitados | 2017      |
| Abdón Calderón                  | Parada      | Acceso para discapacitados | 2017      |
| Unión de Bananeros              | Parada      | Acceso para discapacitados | 2017      |
| Martín Avilés                   | Parada      | Acceso para discapacitados | 2017      |
| Las Canchas                     | Parada      | Acceso para discapacitados | 2017      |
| Monserrate                      | Parada      | Acceso para discapacitados | 2017      |
| Mercado Las Exclusas            | Parada      | Acceso para discapacitados | 2017      |
| Juan Péndola                    | Parada      | S                          | 2017      |
| Roberto Serrano                 | Parada      | Acceso para discapacitados | 2017      |
| Valdivia                        | Parada      | Acceso para discapacitados | 2017      |
| Universidad Agraria             | Parada      | Acceso para discapacitados | 2017      |
| Hospital del IESS               | Parada      | Acceso para discapacitados | 2013      |
| Mall del Sur                    | Parada      | Acceso para discapacitados | 2013      |
| Parroquia Bolívar               | Integradora | Acceso para discapacitados | 2013      |
| Iglesia de la Victoria          | Parada      | Acceso para discapacitados | 2013      |
| Plaza del Centenario            | Integradora | Acceso para discapacitados | 2013      |
| Colegio San Agustín             | Parada      | Acceso para discapacitados | 2013      |
| Colegio Aguirre Abad            | Parada      | Acceso para discapacitados | 2013      |

| Características                |
| ------------------------------ |
| Servicio 24 horas              |
| Servicio 05:30 - 23:30         |
| Accesiblidad para minusválidos |
| Información                    |
| N Únicamente hacia el norte    |
| S Únicamente hacia el sur      |
| Baños                          |
| Wifi gratuito                  |
| Restaurantes                   |
| Troncal 1 (Metroquil)          |
| Troncal 2 (Metroexpress)       |
|                                |

### Rutas alimentadoras
Sirven al sistema troncal mediante autobuses normales, denominados "alimentadores", que se desplazan entre las estaciones integradoras hacia los barrios periféricos y otras estaciones del sistema Metrovía.
| Línea | Recorrido                                 |
| ----- | ----------------------------------------- |
| D1    | Terminal Río Daule - Sauces               |
| D2    | Parada Ciudadela Simón Bolívar - Garzota  |
| D3    | Parada Aguirre Abad - City Mall           |
| D4    | Parada Aguirre Abad - Policentro          |
| C1    | Iglesia La Victoria - Plaza La Victoria   |
| S1    | Terminal 25 de Julio - Trinitaria         |
| S2    | Terminal 25 de Julio - Trinipuerto        |
| S3    | Terminal 25 de Julio - Esteros            |
| S4    | Terminal 25 de Julio - Santiago Roldós    |
| S5    | Terminal 25 de Julio - Fertisa            |
| S6    | Terminal 25 de Julio - Puerto Marítimo    |
| S7    | Terminal 25 de Julio - Guasmo Central     |
| S8    | Terminal 25 de Julio - Unión de Bananeros |
| S9    | Terminal 25 de Julio - Cristal            |
| S10   | Terminal 25 de Julio - Bloque 6           |
| S11   | Terminal 25 de Julio - Playita            |
| S12   | Terminal 25 de Julio - Floresta           |
| S13   | Terminal 25 de Julio - Pradera            |